# Еукариоте
Еукариоте (лат. Eukaryota) су једноћелијски и вишећелијски организми са еукариотским типом грађе ћелије сврстани у домен Eucarya. Анализом и упоређивањем рРНК секвенци (16S рРНК) извршена је макрокласификација живих организама на три домена: ,  и Eucaria. Код еукариота је једро садржано унутар једреног овоја. Еукариоте припадају домену Eukaryota или Eukarya; њихово име потиче од грчког εὖ (eu, „бунар“ или „добро“) и κάρυον (karyon, „орах“ или „језгро“). Домен Eukaryota чини један од три домена живота; прокариоте Bacteria и Archaea чине друга два домена. За еукариоте се обично сада сматра да су се појавили у Археји или да су сестра сада култивисаних археја Asgard. Еукариоте представљају сићушну мањину у погледу броја организама; међутим, због њихове генерално много веће величине, процењује се да је њихова колективна глобална биомаса приближно једнака оној код прокариота. Еукариоте су се појавиле пре отприлике 2,1-1,6 милијарди година, током протерозојског еона, вероватно као бичарски фаготрофи.
Еукариотске ћелије обично садрже друге органеле везане за мембрану као што су митохондрије и Голџијев апарат; а хлоропласти се могу наћи у биљкама и алгама. Прокариотске ћелије могу садржати примитивне органеле. Еукариоте могу бити једноћелијске или вишећелијске, и укључују многе типове ћелија који формирају различите врсте ткива; за разлику од њих, прокариоте су обично једноћелијске. Животиње, биљке и гљиве су најпознатије еукариоте; друге еукариоте се понекад називају протистима.
Еукариоте се могу репродуковати и асексуално кроз митозу и сексуално кроз мејозу и фузију полних ћелија. У митози се једна ћелија дели да би се произвеле две генетски идентичне ћелије. У мејози, репликацију ДНК прате два круга ћелијске деобе да би се произвеле четири хаплоидне ћерке ћелије. Оне делују као полне ћелије или гамети. Сваки гамет има само један сет хромозома, при чему је сваки јединствени микс одговарајућег пара родитељских хромозома који су резултат генетске рекомбинације током мејозе.

## Еволуција еукариотске ћелије
Верује се да су сви организми и ћелије које их чине настали од заједничког претка. Иако су еволуциони процеси недовољно познати и објашњени, ипак се на основу података које пружају фосили и упоредно изучавање данашњих организама може претпоставити како је еволуција текла.
Израчунато је да је Сунчев систем настао пре око 4,6 милијарди година и познато да од 8 планета тог система живот постоји само на Земљи (није искључено да на другим планетама у галаксији постоји живот). Сматра се да је појави живота на Земљи претходио дуг период хемијске еволуције. Прва ћелија настала је пре, отприлике, 3,5 или 4 милијарде година. Најстарији до сада откривени фосили нађени су у стенама старим 3,4 милијарде година у Јужној Африци. Ови фосили, видљиви само помоћу електронског микроскопа, слични су данашњим прокариотама (бактерије и модрозелене алге). На основу тога можемо претпоставити да је живот почео веома рано, у првој милијарди Земљине историје.
Налази фосила, такође, указују да је пре око 1,6 милијарди година дошло до преласка прокариота ка знатно сложенијим еукариотским ћелијама. Данас је најприхватљивија ендосимбиотска теорија која објашњава настанак еукариотских ћелија. По тој теорији се сматра да су прокариоте ушле у ћелију претка еукариота и постале њене органеле (митохондрије и хлоропласти). Тако је настала симбиоза у којој је еукариотска ћелија обезбеђивала храну, а прокариотска енергију. Ова теорија се потврђује грађом митохондрија и хлоропласта која је слична грађи прокариотске ћелије, али има и недостатака (не објашњава нпр. појаву унутрашњег ћелијског скелета у еукариотској ћелији). Поред симбиотске постоје и друге теорије које покушавају да објасне еволуцију прокариотске у еукариотску ћелију. У сваком случају, догод то не буде могло да се у експерименту докаже, биће могуће само претпостављати како је овај процес текао.
Еволуција ћелија је трајала од 3-4 милијарде година, док су се остали облици живота, као и најсавршенији, развили у много краћем периоду од 600 милиона година. Изгледа да се еволуција живота дуго одвијала у самој ћелији, усавршавајући њену грађу и функције, а када је то остварено онда је изгледа било лако створити велики број различитих организама за релативно кратко време. Данашњим еукариотама припадају сви једноћелијски и вишећелијски организми, осим бактерија и модрозелених алги, организама који припадају прокариотама.

## Структура
Еукариотске ћелије су већином пуно веће од оних од прокариота. Оне имају низ унутрашњих мембрана и структура, званих органеле, и цитоскелетон састављен од микротубула који играју важну улогу у дефинисању организације и облика ћелије. Еукариотска ДНК је подељена у неколико хромозома, који су одвојени микротубуларним вретеном током раздеобе једраа. Уз додатак асексуалне ћелијске деобе, Митоза већине еукариота има известан процес сексуалног размножавања уз помоћ фузије ћелија, мејозе, који се не налази у прокариота.

### Унутрашња мембрана
Еукариотске ћелије укључују низ мембраном омеђених структура, које се називају ендомембрански систем. Једноставни одељци, који се зову вакуоле или везикуле, могу се формирати пупљењем других мембрана. Многе ћелије пробављају храну и друге материјале уз помоћ процеса званог ендоцитоза.
Нуклеус је окружен двоструком мембраном са порама које допуштају материјалу да се креће ка унутра и споља. Разна цевкаста продужења средишње мембране стварају оно што се зове ендоплазматски ретикулум или ЕР, који је укључен у преношење и дозревање протеина. То укључује груби ЕР где се рибосоми причврсте, а протеини који се синтетишу улазе у унутрашњи простор. Они већином улазе у везикуле, које се стварају од глатког ЕР. У већини еукариота, ова везикула која преноси протеине бива модификована у накупину изравнаних весикула, званих Голџијев апарат.
Везикуле се специјализују за разне употребе. На примери, лизозоми садрже ензиме који разграђују одређени садржај вакуола хране, а пероксизоми се искориштавају да разграде пероксид који је иначе отрован. Многе протозое имају контрактилне вакуоле које скупљају и избацују прекомерну воду.

### Митохондрије и пластиди
Митохондрије су органеле које се налазе у готово свим еукариотима. Обавијене су двоструком мембраном, од које се унутрашња савија у криште, где се одвија аеробно дисање. Он садржи своју влажност ДНК те се формира физиком од других митохондрија. Сматра се да су се развиле од ендосимбиотичних прокариота. Мали број праживотиња који немају митохондрије садрже органеле, као што су хидрогеносомни митозоми.
Биљке имају и пластиде, који пак имају своју властиту ДНК. Они обично заузимају облик хлоропласта, који попут цијанобактерија садрже хлорофил и стварају енергију путем фотосинтезе. Друге се укључене у спремање хране.